# Han Shangdi
Han Shangdi, född 105, död 106 e.Kr, var en kinesisk monark. Han var kejsare av Handynastin 106 - 106 e.Kr.